# Teatro Colón (la Corunya)
El Teatro Colón és un teatre situat al barri d'Os Cantóns de la ciutat de la Corunya.
L'edifici originari va ser dissenyat el 1948 per l'arquitecte Jacobo Rodríguez-Losada Trulock. El 2002 fou reformat per tal d'obtenir un més gran aprofitament dels espais i per dotar-lo d'una tecnologia adequada per a les funcions del segle xxi. El teatre és a la italiana. És gestionat per la Fundació Caixa Galicia i acull des de concerts de rock fins a obres de teatre.